# Clive Bonas

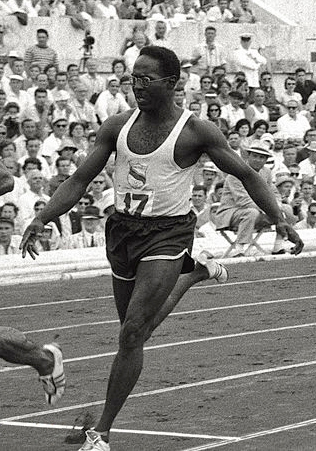
Clive Bonas bei den Olympischen Spielen 1960

Clive Bonas (Clive Bonas Simmons; * 3. April 1933 in Lagunillas, Zulia; † nach 1960) war ein venezolanischer Sprinter und Weitspringer.
1955 gewann er bei den Panamerikanischen Spielen in Mexiko-Stadt Silber in der 4-mal-100-Meter-Staffel. Bei den Olympischen Spielen 1956 in Melbourne schied er über 100 m und in der 4-mal-100-Meter-Staffel im Vorlauf aus.
1959 holte er bei den Panamerikanischen Spielen in Chicago erneut Silber in der 4-mal-100-Meter-Staffel.
Bei den Olympischen Spielen 1960 in Rom wurde er in der 4-mal-100-Meter-Staffel Fünfter. Im Weitsprung schied er in der Qualifikation aus.

## Persönliche Bestleistungen
- 100 m: 10,4 s, 5. Mai 1956, La Concepción
- Weitsprung: 7,34 m, 1954